# Campeonato Brasileiro Série A 1990
Die Campeonato Brasileiro Série A 1990 war die 34. Spielzeit der höchsten brasilianischen Fußballliga, der Série A.

## Saisonverlauf
Die Série A startete am 1. August 1990 in ihre neue Saison und endete am 16. Dezember 1990. Die Meisterschaft wurde vom nationalen Verband CBF ausgerichtet.
Modus
1. Runde: Die Mannschaften wurden in zwei Gruppen aufgeteilt. Zunächst spielten alle Mannschaften einmal gegen die Vereine der anderen Gruppe. Die beiden Gruppensieger qualifizierten sich für das Viertelfinale der Endrunde.
2. Runde: Nunmehr spielten die Vereine innerhalb der Gruppen jeweils einmal gegeneinander. Wieder qualifizierten sich die beiden Gruppensieger für das Viertelfinale der Endrunde.
Finalrunde: Zur Ermittlung der noch fehlenden vier Viertelfinalisten wurden aus allen Spielen der ersten beiden Runden eine Gesamttabelle gebildet. Die vier besten Mannschaften, die noch nicht qualifiziert waren, vervollständigten das Teilnehmerfeld. Die beiden Tabellenletzten mussten in der Folgesaison absteigen.
Gesamttabelle: Aus den Ergebnissen aller Spiele wurde eine Gesamttabelle gebildet.
Nach der Saison wurden wie jedes Jahr Auszeichnungen an die besten Spieler des Jahres vergeben. Der „Goldene Ball“, vergeben von der Sportzeitschrift Placar, ging an César Sampaio vom FC Santos. Torschützenkönige wurde Charles Fabian mit 11 Treffern vom EC Bahia.

## 1. Runde
Gruppe A
| Pl. | Verein               | Sp. | S | U | N | Tore  | Diff. | Punkte |
| --- | -------------------- | --- | - | - | - | ----- | ----- | ------ |
| 01. | Atlético Mineiro     | 10  | 6 | 4 | 0 | 13:5  | + 5   | 16     |
| 02. | SC Corinthians       | 10  | 6 | 2 | 2 | 10:8  | + 2   | 14     |
| 03. | CA Bragantino (N)    | 10  | 5 | 2 | 3 | 11:7  | + 4   | 12     |
| 04. | Goiás EC             | 10  | 4 | 4 | 2 | 14:10 | + 4   | 12     |
| 05. | EC Bahia             | 10  | 4 | 3 | 3 | 14:9  | + 5   | 11     |
| 06. | FC Santos            | 10  | 3 | 5 | 2 | 9:7   | + 2   | 11     |
| 07. | Botafogo FR          | 10  | 4 | 2 | 4 | 6:6   | 0     | 10     |
| 08. | CR Vasco da Gama (M) | 10  | 1 | 6 | 3 | 5:8   | - 3   | 8      |
| 09. | SC Internacional     | 10  | 1 | 5 | 4 | 9:13  | - 4   | 7      |
| 10. | Portuguesa           | 10  | 1 | 5 | 4 | 11:16 | - 4   | 7      |

| (M) | Meister des Vorjahres      |
| (N) | Aufsteiger der Saison 1989 |

Gruppe B
| Pl. | Verein             | Sp. | S | U | N | Tore  | Diff. | Punkte |
| --- | ------------------ | --- | - | - | - | ----- | ----- | ------ |
| 01. | Grêmio FBPA        | 10  | 4 | 5 | 1 | 16:6  | + 6   | 13     |
| 02. | Cruzeiro EC        | 10  | 4 | 4 | 2 | 9:9   | 0     | 12     |
| 03. | EC Vitória         | 10  | 3 | 6 | 4 | 6:5   | + 1   | 12     |
| 04. | Náutico Capibaribe | 10  | 3 | 4 | 3 | 8:8   | 0     | 10     |
| 05. | FC São Paulo       | 10  | 3 | 3 | 4 | 9:10  | - 1   | 9      |
| 06. | AA Internacional   | 10  | 3 | 2 | 5 | 7:11  | - 3   | 8      |
| 07. | Fluminense FC      | 10  | 2 | 4 | 4 | 11:12 | - 1   | 8      |
| 08. | CR Flamengo        | 10  | 2 | 3 | 5 | 13:17 | - 4   | 7      |
| 09. | São José EC (N)    | 10  | 1 | 5 | 4 | 6:12  | - 6   | 7      |
| 10. | SE Palmeiras       | 10  | 2 | 2 | 6 | 8:12  | - 4   | 6      |

| (N) | Aufsteiger der Saison 1989 |

## 2. Runde
Gruppe A
| Pl. | Verein               | Sp. | S | U | N | Tore  | Diff. | Punkte |
| --- | -------------------- | --- | - | - | - | ----- | ----- | ------ |
| 01. | FC Santos            | 9   | 4 | 3 | 2 | 10:6  | + 4   | 11     |
| 02. | EC Bahia             | 9   | 3 | 5 | 1 | 6:3   | + 3   | 11     |
| 03. | CR Vasco da Gama (M) | 9   | 2 | 6 | 1 | 10:7  | + 3   | 10     |
| 04. | CA Bragantino (N)    | 9   | 2 | 6 | 1 | 8:9   | - 1   | 10     |
| 05. | Goiás EC             | 9   | 3 | 3 | 3 | 8:9   | - 1   | 9      |
| 06. | SC Internacional     | 9   | 3 | 2 | 4 | 10:10 | 0     | 8      |
| 07. | Botafogo FR          | 9   | 3 | 2 | 4 | 11:12 | - 1   | 8      |
| 08. | Portuguesa           | 9   | 2 | 4 | 3 | 7:6   | + 1   | 8      |
| 09. | SC Corinthians       | 9   | 2 | 4 | 3 | 7:10  | - 3   | 8      |
| 10. | Atlético Mineiro     | 9   | 1 | 5 | 3 | 6:11  | - 5   | 7      |

| (M) | Meister des Vorjahres      |
| (N) | Aufsteiger der Saison 1989 |

Gruppe B
| Pl. | Verein             | Sp. | S | U | N | Tore | Diff. | Punkte |
| --- | ------------------ | --- | - | - | - | ---- | ----- | ------ |
| 01. | SE Palmeiras       | 9   | 6 | 3 | 0 | 13:6 | + 7   | 13     |
| 02. | FC São Paulo       | 9   | 5 | 3 | 1 | 11:4 | + 7   | 12     |
| 03. | CR Flamengo        | 9   | 5 | 2 | 2 | 13:6 | + 7   | 12     |
| 04. | Grêmio FBPA        | 9   | 5 | 2 | 2 | 13:7 | + 6   | 10     |
| 05. | Cruzeiro EC        | 9   | 4 | 1 | 4 | 12:9 | + 3   | 9      |
| 06. | Fluminense FC      | 9   | 3 | 2 | 4 | 6:7  | - 1   | 8      |
| 07. | São José EC (N)    | 9   | 2 | 4 | 3 | 4:8  | - 4   | 8      |
| 08. | Náutico Capibaribe | 9   | 1 | 6 | 2 | 5:10 | - 5   | 7      |
| 09. | EC Vitória         | 9   | 1 | 1 | 7 | 9:17 | - 8   | 7      |
| 10. | AA Internacional   | 9   | 1 | 0 | 8 | 2:14 | - 12  | 6      |

| (N) | Aufsteiger der Saison 1989 |

## Zwischentabelle
Die Tabelle diente zur Ermittlung der fehlenden vier Viertelfinalisten sowie der Absteiger. Es wurden alle Ergebnisse der ersten beiden Runden zugrunde gelegt.
| Pl. | Verein               | Sp. | S | U  | N  | Tore  | Diff. | Punkte |
| --- | -------------------- | --- | - | -- | -- | ----- | ----- | ------ |
| 01. | Grêmio FBPA          | 19  | 9 | 7  | 3  | 25:13 | + 12  | 25     |
| 02. | Atlético Mineiro     | 19  | 7 | 9  | 3  | 19:16 | + 3   | 23     |
| 03. | FC São Paulo         | 19  | 8 | 6  | 5  | 20:14 | + 6   | 22     |
| 04. | SC Corinthians       | 19  | 8 | 6  | 5  | 17:18 | - 1   | 22     |
| 05. | EC Bahia             | 19  | 7 | 8  | 4  | 20:12 | + 8   | 22     |
| 06. | CA Bragantino (N)    | 19  | 7 | 8  | 4  | 19:16 | + 3   | 22     |
| 07. | FC Santos            | 19  | 7 | 8  | 4  | 19:13 | + 6   | 22     |
| 08. | SE Palmeiras         | 19  | 8 | 5  | 6  | 21:18 | + 3   | 21     |
| 09. | Cruzeiro EC          | 19  | 8 | 5  | 6  | 21:18 | + 3   | 21     |
| 10. | Goiás EC             | 19  | 7 | 7  | 5  | 22:19 | + 3   | 21     |
| 11. | CR Flamengo          | 19  | 7 | 6  | 6  | 24:18 | + 6   | 20     |
| 12. | Botafogo FR          | 19  | 7 | 4  | 8  | 17:18 | - 1   | 18     |
| 13. | Náutico Capibaribe   | 19  | 4 | 10 | 5  | 13:18 | - 5   | 18     |
| 14. | CR Vasco da Gama (M) | 19  | 3 | 12 | 4  | 15:15 | 0     | 18     |
| 15. | Fluminense FC        | 19  | 5 | 5  | 9  | 19:24 | - 5   | 15     |
| 16. | SC Internacional     | 19  | 4 | 7  | 8  | 19:23 | - 4   | 15     |
| 17. | EC Vitória           | 19  | 4 | 7  | 8  | 15:22 | - 7   | 15     |
| 18. | Portuguesa           | 19  | 3 | 9  | 7  | 18:22 | - 4   | 15     |
| 19. | São José EC (N)      | 19  | 3 | 9  | 7  | 10:20 | - 10  | 15     |
| 20. | AA Internacional     | 19  | 4 | 2  | 13 | 9:25  | - 16  | 10     |

| (M) | Meister des Vorjahres      |
| (N) | Aufsteiger der Saison 1989 |

## Viertelfinale
|                | Gesamt |                  | Hinspiel | Rückspiel |
| -------------- | ------ | ---------------- | -------- | --------- |
| SC Corinthians | 2:1    | Atlético Mineiro | 2:1      | 0:0       |
| CA Bragantino  | 3:4    | EC Bahia         | 1:1      | 2:3       |
| FC Santos      | 1:2    | FC São Paulo     | 0:1      | 1:1       |
| SE Palmeiras   | 1:2    | Grêmio FBPA      | 1:0      | 0:2       |

## Halbfinale
|                | Gesamt |             | Hinspiel | Rückspiel |
| -------------- | ------ | ----------- | -------- | --------- |
| SC Corinthians | 2:1    | EC Bahia    | 2:1      | 0:0       |
| FC São Paulo   | 2:1    | Grêmio FBPA | 2:0      | 0:1       |

## Finale

### Hinspiel
| FC São Paulo                                        | FC São Paulo | SC Corinthians | SC Corinthians |
| --------------------------------------------------- | --- | --- | -------------- |
| FC São Paulo                                        | \| 13. Dezember 1990 in São Paulo (Estádio do Morumbi) \| \| Ergebnis: 0:1 (0:1) \| \| Zuschauer: 85.463 \| \| Schiedsrichter: Paulo César de Oliveira \| | \| 13. Dezember 1990 in São Paulo (Estádio do Morumbi) \| \| Ergebnis: 0:1 (0:1) \| \| Zuschauer: 85.463 \| \| Schiedsrichter: Paulo César de Oliveira \|                        | SC Corinthians |
| FC São Paulo                                        | Zetti, Cafu, Antônio Carlos, Ivan, Leonardo, Flávio Campos, Bernardo, Raí, Mário Tilico (Alcindo), Eliel, Elivélton Cheftrainer: Telê Santana             | Ronaldo, Giba, Marcelo Djian, Guinei, Jacenir Silva, Márcio Bittencourt (Ezequiel), Wilson Mano, Neto, Fabinho (Marcos Roberto), Tupãzinho, Mauro Cheftrainer: Nelsinho Baptista | SC Corinthians |
| FC São Paulo                                        | 0:1 Wilson Mano (4.) | | SC Corinthians |
| FC São Paulo                                        | Alcindo, Eliel | Ronaldo, Jacenir, Wilson Mano, Fabinho | SC Corinthians |
| 13. Dezember 1990 in São Paulo (Estádio do Morumbi) | | |                |
| Ergebnis: 0:1 (0:1)                                 | | |                |
| Zuschauer: 85.463                                   | | |                |
| Schiedsrichter: Paulo César de Oliveira             | | |                |

### Rückspiel
| SC Corinthians                                      | SC Corinthians | FC São Paulo | FC São Paulo |
| --------------------------------------------------- | --- | --- | ------------ |
| SC Corinthians                                      | \| 16. Dezember 1990 in São Paulo (Estádio do Morumbi) \| \| Ergebnis: 1:0 (0:0) \| \| Zuschauer: 108.858 \| \| Schiedsrichter: Edmundo Lima Filho \|                          | \| 16. Dezember 1990 in São Paulo (Estádio do Morumbi) \| \| Ergebnis: 1:0 (0:0) \| \| Zuschauer: 108.858 \| \| Schiedsrichter: Edmundo Lima Filho \|            | FC São Paulo |
| SC Corinthians                                      | Ronaldo, Giba, Marcelo Djian, Guinei, Jacenir Silva, Márcio Bittencourt, Wilson Mano, Neto (Ezequiel), Fabinho, Tupãzinho, Mauro (Paulo Sérgio) Cheftrainer: Nelsinho Baptista | Zetti, Cafu, Antônio Carlos, Ivan, Leonardo, Flávio Campos, Bernardo, Raí (Marcelo Conti), Mário Tilico (Zé Teodoro), Eliel, Elivélton Cheftrainer: Telê Santana | FC São Paulo |
| SC Corinthians                                      | 1:0 Tupãzinho (54.) | | FC São Paulo |
| SC Corinthians                                      | Jacenir, Bittencourt | Flavio Campos | FC São Paulo |
| SC Corinthians                                      | Wilson Mano (60.) | Bernardo (60.) | FC São Paulo |
| 16. Dezember 1990 in São Paulo (Estádio do Morumbi) | | |              |
| Ergebnis: 1:0 (0:0)                                 | | |              |
| Zuschauer: 108.858                                  | | |              |
| Schiedsrichter: Edmundo Lima Filho                  | | |              |

## Abschlusstabelle
Die Tabellen diente lediglich zur Feststellung der Platzierung der einzelnen Mannschaften in der Saison. Sie setzt sich zusammen aus allen ausgetragenen Spielen.
| Pl. | Verein               | Sp. | S  | U  | N  | Tore  | Diff. | Punkte |
| --- | -------------------- | --- | -- | -- | -- | ----- | ----- | ------ |
| 01. | SC Corinthians       | 25  | 12 | 8  | 5  | 23:20 | + 7   | 32     |
| 02. | FC São Paulo         | 25  | 10 | 7  | 8  | 24:18 | + 6   | 27     |
| 03. | Grêmio FBPA          | 23  | 11 | 7  | 5  | 28:16 | + 12  | 29     |
| 04. | EC Bahia             | 23  | 8  | 5  | 10 | 25:17 | + 8   | 26     |
| 05. | Atlético Mineiro     | 21  | 7  | 10 | 4  | 20:18 | + 2   | 24     |
| 06. | SE Palmeiras         | 21  | 9  | 5  | 7  | 22:20 | + 2   | 23     |
| 07. | FC Santos            | 21  | 7  | 9  | 4  | 20:15 | + 5   | 23     |
| 08. | CA Bragantino (N)    | 21  | 7  | 9  | 5  | 22:20 | + 2   | 23     |
| 09. | Cruzeiro EC          | 19  | 8  | 5  | 6  | 21:18 | + 3   | 21     |
| 10. | Goiás EC             | 19  | 7  | 7  | 5  | 22:19 | + 3   | 21     |
| 11. | CR Flamengo          | 19  | 7  | 6  | 6  | 24:18 | + 6   | 20     |
| 12. | Botafogo FR          | 19  | 7  | 4  | 8  | 17:18 | - 1   | 18     |
| 13. | Náutico Capibaribe   | 19  | 4  | 10 | 5  | 13:18 | - 5   | 18     |
| 14. | CR Vasco da Gama (M) | 19  | 3  | 12 | 4  | 15:15 | 0     | 18     |
| 15. | Fluminense FC        | 19  | 5  | 5  | 9  | 19:24 | - 5   | 15     |
| 16. | SC Internacional     | 19  | 4  | 7  | 8  | 19:23 | - 4   | 15     |
| 17. | EC Vitória           | 19  | 4  | 7  | 8  | 15:22 | - 7   | 15     |
| 18. | Portuguesa           | 19  | 3  | 9  | 7  | 18:22 | - 4   | 15     |
| 19. | São José EC (N)      | 19  | 3  | 9  | 7  | 10:20 | - 10  | 15     |
| 20. | AA Internacional     | 19  | 4  | 2  | 13 | 9:25  | - 16  | 10     |

| (M) | Meister des Vorjahres |

## Torschützenliste
| Pl. | Nat.        | Spieler        | Verein      | Tore    |
| --- | ----------- | -------------- | ----------- | ------- |
| 1   | Brasilianer | Charles Fabian | EC Bahia    | 11 Tore |
| 2   | Brasilianer | Wolnei Caio    | Grêmio      | 10 Tore |
| 2   | Brasilianer | Careca III     | Palmeiras   | 10 Tore |
| 4   | Brasilianer | Neto           | Corinthians | 9 Tore  |
| 5   | Brasilianer | Túlio          | Goiás       | 8 Tore  |

Liste der Fußball-Torschützenkönige Série A (Brasilien)